# Foudi de Maurice
Foudia rubra
Espèce
Statut de conservation UICN

 EN D : En danger

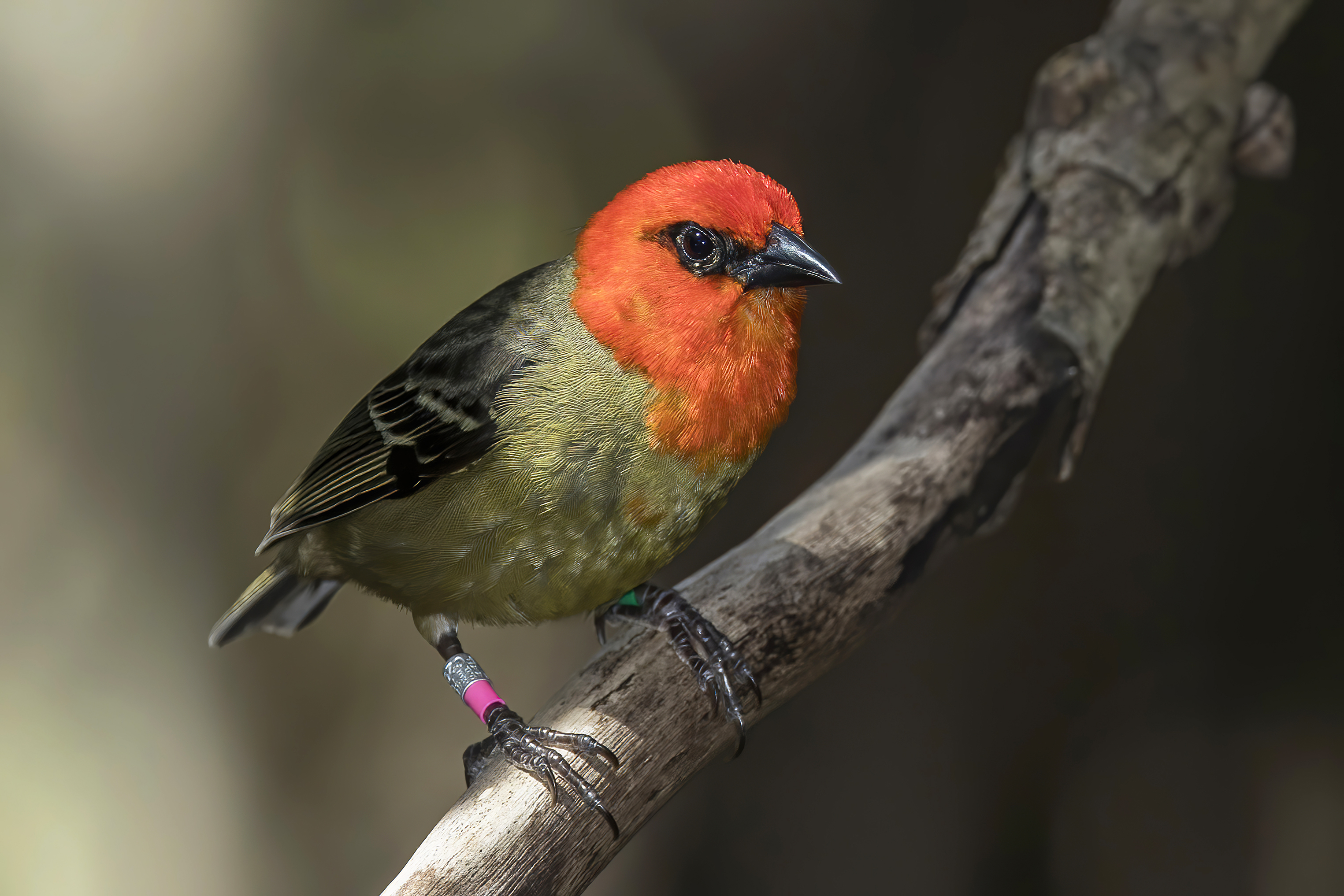
Foudi de Maurice mâle dans l'île aux Aigrettes à Maurice. Décembre 2022.

Le Foudi de Maurice (Foudia rubra) est une espèce de passereaux de la famille des Ploceidae. Il est endémique de l'île Maurice.
Il est classé parmi les espèces en danger d'extinction – la population totale étant actuellement inférieure à 250 individus – et fait partie de la liste des 100 espèces les plus menacées au monde établie par l'UICN en 2012. Il est menacé par la destruction de son habitat et les prédateurs introduits.

## Liens avec autres articles
- Endémisme à l'île Maurice.